# ATC (N06)
Jest to część klasyfikacji anatomiczno-terapeutyczno-chemicznej:
- N – Ośrodkowy układ nerwowy
  - N 01 – Leki znieczulające
  - N 02 – Leki przeciwbólowe
  - N 03 – Leki przeciwdrgawkowe
  - N 04 – Leki stosowane w chorobie Parkinsona
  - N 05 – Leki psycholeptyczne
  - N 06 – Psychoanaleptyki
  - N 07 – Inne leki wpływające na układ nerwowy

Obejmuje ona psychoanaleptyki:

## N 06 A –Leki przeciwdepresyjne
- N 06 AA – Nieselektywne inhibitory wychwytu zwrotnego monoaminy
  - N 06 AA 01 – dezypramina
  - N 06 AA 02 – imipramina
  - N 06 AA 03 – tlenek imipraminy
  - N 06 AA 04 – klomipramina
  - N 06 AA 05 – opipramol
  - N 06 AA 06 – trimipramina
  - N 06 AA 07 – lofepramina
  - N 06 AA 08 – dibenzepina
  - N 06 AA 09 – amitryptylina
  - N 06 AA 10 – nortryptylina
  - N 06 AA 11 – protryptylina
  - N 06 AA 12 – doksepina
  - N 06 AA 13 – ipryndol
  - N 06 AA 14 – melitracen
  - N 06 AA 15 – butryptylina
  - N 06 AA 16 – dosulepina
  - N 06 AA 17 – amoksapina
  - N 06 AA 18 – dimetakryna
  - N 06 AA 19 – amineptyna
  - N 06 AA 21 – maprotylina
  - N 06 AA 23 – chinupramina
- N 06 AB – Selektywne inhibitory wychwytu zwrotnego serotoniny
  - N 06 AB 02 – zymeldyna
  - N 06 AB 03 – fluoksetyna
  - N 06 AB 04 – citalopram
  - N 06 AB 05 – paroksetyna
  - N 06 AB 06 – sertralina
  - N 06 AB 07 – alaproklat
  - N 06 AB 08 – fluwoksamina
  - N 06 AB 09 – etoperydon
  - N 06 AB 10 – escitalopram
- N 06 AF – Nieselektywne inhibitory monoaminooksydazy
  - N 06 AF 01 – izokarboksazyd
  - N 06 AF 02 – nialamid
  - N 06 AF 03 – fenelzyna
  - N 06 AF 04 – tranylcypromina
  - N 06 AF 05 – iproniazyd
  - N 06 AF 06 – iproklozyd
- N 06 AG – Inhibitory monoaminooksydazy typu A
  - N 06 AG 02 – moklobemid
  - N 06 AG 03 – toloksaton
- N 06 AX – Inne
  - N 06 AX 01 – oksytryptan
  - N 06 AX 02 – tryptofan
  - N 06 AX 03 – mianseryna
  - N 06 AX 04 – nomifenzyna
  - N 06 AX 05 – trazodon
  - N 06 AX 06 – nefazodon
  - N 06 AX 07 – minapryna
  - N 06 AX 08 – bifemelan
  - N 06 AX 09 – wiloksazyna
  - N 06 AX 10 – oksaflozan
  - N 06 AX 11 – mirtazapina
  - N 06 AX 12 – bupropion
  - N 06 AX 13 – medyfoksamina
  - N 06 AX 14 – tianeptyna
  - N 06 AX 15 – piwagabina
  - N 06 AX 16 – wenlafaksyna
  - N 06 AX 17 – milnacipran
  - N 06 AX 18 – reboksetyna
  - N 06 AX 19 – gepiron
  - N 06 AX 21 – duloksetyna
  - N 06 AX 22 – agomelatyna
  - N 06 AX 23 – deswenlafaksyna
  - N 06 AX 24 – wilazodon
  - N 06 AX 25 – ziele dziurawca
  - N 06 AX 26 – wortioksetyna
  - N 06 AX 27 – esketamina[a]
  - N 06 AX 28 – lewomilnacipran
  - N 06 AX 29 – breksanolon
  - N 06 AX 62 – bupropion i dekstrometorfan

## N 06 B – Leki psychostymulujące i nootropowe
- N 06 BA – Sympatykomimetyki działające ośrodkowo
  - N 06 BA 01 – amfetamina
  - N 06 BA 02 – deksamfetamina
  - N 06 BA 03 – metamfetamina
  - N 06 BA 04 – metylofenidat
  - N 06 BA 05 – pemolina
  - N 06 BA 06 – fenkamfamina
  - N 06 BA 07 – modafinil
  - N 06 BA 08 – fenozolon
  - N 06 BA 09 – atomoksetyna
  - N 06 BA 10 – fenetylina
  - N 06 BA 11 – feksmetylofenidat
  - N 06 BA 12 – lisdeksamfetamina
  - N 06 BA 13 – armodafinil
  - N 06 BA 14 – solriamfetol
  - N 06 BA 15 – deksmetylofenidat i serdeksmetylofenidat
- N 06 BC – Pochodne ksantyny
  - N 06 BC 01 – kofeina
  - N 06 BC 02 – propentofilina
- N 06 BX – Inne
  - N 06 BX 01 – meklofenoksat
  - N 06 BX 02 – pyritinol
  - N 06 BX 03 – piracetam
  - N 06 BX 04 – deanol
  - N 06 BX 05 – fipeksyd
  - N 06 BX 06 – cytykolina
  - N 06 BX 07 – oksyracetam
  - N 06 BX 08 – pirysudanol
  - N 06 BX 09 – linopirdyna
  - N 06 BX 10 – nizofenon
  - N 06 BX 11 – aniracetam
  - N 06 BX 12 – acetylokarnityna
  - N 06 BX 13 – idebenon
  - N 06 BX 14 – prolintan
  - N 06 BX 15 – pipradrol
  - N 06 BX 16 – pramiracetam
  - N 06 BX 17 – adrafinil
  - N 06 BX 18 – winpocetyna
  - N 06 BX 21 – temgikoluryl
  - N 06 BX 22 – fenibut

## N 06 C – Połączenia psycholeptyków i psychoanaleptyków
- N 06 CA – Leki przeciwdepresyjne w połączeniach z psycholeptykami
  - N 06 CA 01 – amitryptylina w połączeniach z psycholeptykami
  - N 06 CA 02 – melitracen w połączeniach z psycholeptykami
  - N 06 CA 03 – fluoksetyna w połączeniach z psycholeptykami
- N 06 CB – Leki psychostymulujące w połączeniach z psycholeptykami

## N 06 D – Leki przeciw otępieniu starczemu
- N 06 DA – Inhibitory acetylocholinoesterazy
  - N 06 DA 01 – takryna
  - N 06 DA 02 – donepezil
  - N 06 DA 03 – rywastygmina
  - N 06 DA 04 – galantamina
  - N 06 DA 05 – ipidakryna
  - N 06 DA 52 – donepezil i memantyna
  - N 06 DA 53 – donepezil, memantyna i liść miłorzębu japońskiego
- N 06 DX – Inne
  - N 06 DX 01 – memantyna
  - N 06 DX 02 – liść miłorzębu japońskiego
  - N 06 DX 03 – adukanumab
  - N 06 DX 04 – lekanemab
  - N 06 DX 05 – donanemab